# Miloš Bogunović
Miloš Bogunović (10 de junho de 1985) é um jogador de futebol da Sérvia e joga no FK Partizan. Sua posição é atacante.

## Carreira
Ele começou a sua carreira em 2002 no FK Screm de Jacovo. Jogou até 2006. Um ano depois, Bogunovic foi emprestado para Radnicki Sombor. Jogou 15 jogos e marcou 6 golos. Na temporada seguinte ele jogou CSK de Čelarevo. Na temporada 2005/06 ele foi para o FK, jogou 28 jogos e marcou 7 golos.